# Emmeline Lewis Lloyd
Emmeline Lewis Lloyd  (18 novembre 1827- 22 septembre 1913) est l'une des premières alpinistes britanniques. Elle effectue la première ascension de l'Aiguille du Moine en 1871 avec Isabella Charlet-Straton et les guides Jean-Estéril Charlet et Joseph Simond.

## Biographie

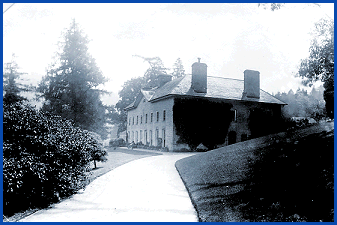
Nantgwyllt manor house, maison de Lewis Lloyds à Powys

Lloyd est née en 1827 au pays de Galles. Elle est la quatrième enfant de la famille. Ses parents possèdent un manoir, Nantgwyllt, qui est aujourd'hui inondé. Son père, Thomas Lewis-Lloyd, est juge de paix et Grand Sheriff à Cardiganshire en 1822. Lewis Lloyd est une enfant indépendante, et elle gère une ferme d'élevage de poneys de montagne à Llandyfaelog Fach. Ses passes-temps sont la marche à pied, la pêche et la chasse à la loutre. Elle aurait raconté ses exploits d'alpiniste en compagnie de son amie Bessie Straton (Isabella Charlet-Straton après son mariage). Jean-Estéril Charlet, un guide de haute montagne français de Chamonix qui a été garçon de ferme à Nantgwyllt pendant un an, est l'un de ses guides.
Lewis Lloyd et Straton sont deux des rares femmes à avoir pratiqué l'escalade dans les Alpes et les Pyrénées dans les années 1860 et 1870. En 1869, seulement quatre ans après la première ascension, elles atteignent le Cervin. En 1870 elles sont les premières femmes à monter sur le mont Viso et l'année suivante elles font l'ascension de l'Aiguille du Moine (3 412 mètres) dans le massif du Mont-Blanc, guidées par Joseph Simond et Jean-Estéril Charlet,. Lewis Lloyd arrête l'escalade en 1873, mais Straton continue avec Jean-Estéril Charlet et finalement se marie avec lui.
Lloyd est morte à Hampstead Hill Gardens à Londres. Elle est enterrée a Llansanffraid Cwmteuddwr et dans l’église se trouve une plaque en sa mémoire. Cette plaque a été déplacée depuis l'église de Nantgwillt quand celle-ci a été inondée. Il y est indiqué que Lloyd a été la 8e femme à faire l'ascension du mont Blanc.